# Valico di Mostowice-Orlické Záhoří
Il valico di Mostowice-Orlické Záhoří è un valico di frontiera fra la Polonia e la Repubblica Ceca. Collega il villaggio di Mostowice (in comune di Bystrzyca Kłodzka) con il comune di Orlické Záhoří.

## Descrizione
Aperto il 19 febbraio 1996, il valico era inizialmente attivo dalle 6:00 alle 22:00 e permetteva il passaggio di pedoni, ciclisti, ciclomotori con cilindrata fino a 50 cm³ e veicoli agricoli. I controlli di frontiera e doganali erano effettuati dalla Guardia di Frontiera, in particolare dalla stazione di Lubawka. Dal 10 gennaio 2005 il valico divenne operativo 24 ore su 24 consentendo anche il passaggio di motocicli, automobili e camion con una capacità di carico fino a 3,5 tonnellate registrati sia in Polonia che in Repubblica Ceca. Non era tuttavia permesso il transito di carichi pericolosi.
Il 21 dicembre 2007, con l'entrata in vigore dell'accordo di Schengen, tutti i valichi di frontiera furono aboliti.
In passato, per raggiungere i valichi di frontiera sul lato polacco si poteva percorrere la strada voivodatale 389 (Autostrada dei Sudeti) fino alla località di Mostowice.